# Ґласіс Юнайтед
ФК «Ґласіс Юнайтед» (англ. Glacis United Football Club Gibraltar) — футбольний клуб з Гібралтару, заснований 1965 року. Виступає в Прем'єр-дивізіоні Гібралтару. Домашні матчі приймає на стадіоні «Вікторія», потужністю 5 000 глядачів.

## Досягнення
- Прем'єр-дивізіон: 17

1966, 1967, 1968, 1969, 1970, 1971, 1972, 1973, 1974, 1976, 1981, 1982, 1983, 1985, 1989, 1997, 2000
- Кубок скелі: 5

1975, 1981, 1982, 1997, 1998
- Кубок ліги: 13

1966, 1969, 1970, 1974, 1975, 1978, 1979, 1980, 1996, 1997, 2000, 2002
- Суперкубок Гібралтару: 2

2000, 2005